# Apolonio Castillo
Apolonio Castillo, né le 23 mai 1921 et mort le 11 mars 1957, était un nageur mexicain, compétiteur des Jeux olympiques d'été de 1948.

## Pêche sous-marine
Castillo est filmé dans sa pratique de la pêche sous-marine en apnée au Mexique, pour The Supreme Water Sport (1944) l'un des premiers reportages filmiques consacré à ce sport.